# 台中隘勇線
台中隘勇線啟於1899年。是台灣日治時期台灣總督府專門圍堵台灣台中山區一帶原住民之防衛線制度。

## 簡介
隘勇的防衛制度乃將原住民居住的山地區域與其附近山腰或平地，做一明顯的界線切割。而利用鐵絲，木牆，哨站所延伸或拓展的防衛線就叫做隘勇線。
台中隘勇線再細分下，共有三條支線，分別為：
- 東勢角一帶，該隘勇線配置15名官方配置的隘勇，目的在防備東勢角支廳之地方官署。
- 水底寮－馬鞍龍－二櫃－三隻寮－水馬流－三層埔，該隘勇線配置225名隘勇，目的是為了確保台灣總督府專賣局砍伐樟樹與製造樟腦。
- 三層埔－北港溪大坪頂－小埔社－內國聖－龜仔頭。該隘勇線配置180名隘勇，目的為了保障大坪頂一帶交通，及其附近村落之安定。